# Park Jang-hyuk
Park Jang-hyuk (Seul, 31 ottobre 1998) è un pattinatore di short track sudcoreano, vincitore della medaglia d'argento alle Olimpiadi invernali di Pechino 2022 nella staffetta dei 5000 metri maschili.

## Palmarès

### Olimpiadi
- 1 medaglia:
  - 1 argento (staffetta 5000 m a Pechino 2022)[2]